# Тупицыно (Московская область)
Тупицыно — деревня в Шатурском муниципальном районе Московской области. Входит в состав Дмитровского сельского поселения. Население — 1 чел. (2013).

## Расположение и транспорт
Деревня Тупицыно расположена в юго-западной части Шатурского района, расстояние по автодорогам до МКАД порядка 139 км, до райцентра — 55 км, до центра поселения — 32 км. Ближайший населённый пункт — деревня Ворово в 5 км к юго-востоку, где расположена автобусная остановка маршрута № 39 (Шатура — Шарапово).
Высота над уровнем моря 120 м.

## Название
В письменных источниках деревня упоминается как Тупицыно, Малое Ворово, Новое Ворово.
Название происходит от фамилии (или прозвища) семьи крестьян первыми переселённых сюда из Ворова.

## История

### До 1917 года
Деревня возникла в середине XIX в. в результате продажи части земли Воровской земельной дачи одним из многочисленных владельцев деревни Ворова. Единственным владельцем деревни в период крепостного права был помещик Рославлев.
По сведениям 1859 года Ворово Малое (Тупицыно) — владельческая деревня 1-го стана Егорьевского уезда Рязанской губернии по левую сторону Касимовского тракта, при колодце, в 48 верстах от уездного города и 27 верстах от становой квартиры.
После реформы 1861 года из крестьян деревни было образовано одно сельское общество, деревня вошла в состав Горской волости.
В 1885 году был собран статистический материал об экономическом положении селений и общин Егорьевского уезда. В деревне было общинное землевладение. Земля была поделена по ревизским душам. Ранее практиковалась передача наделов от бедных к более состоятельным, но в последние 8 лет земля не переделялась. Надельная земля находилась в одной меже, деревня была с краю наделов, дальние полосы отстояли от неё на 3/4 версты. Пашня делилась на 25 участков, длина душевых полос составляла от 5 до 30 саженей, а ширина — 1,5 аршина. Кроме надельной земли, крестьяне пользовались 15 десятинами леса и луга. Также 12 домохозяев арендовали 23 десятины луга и 3 десятины пашни.
Почвы были песчаные, пашня шла частично по низменности, частично по небольшим пригоркам. Покосы (около 33 десятин) шли по речке и по кустарнику, а также по полям. Прогоны удобны. В деревне было 9 колодцев, зимой в воде ощущался некоторый недостаток. Своего хлеба не хватало, поэтому его покупали в Егорьевске. Лес был мелкий, дровяной, дрова для отопления также частью покупали. Сажали рожь, гречиху и картофель. У крестьян было 18 лошадей (в том числе 2 жеребёнка), 32 коровы и 30 телят, 99 овец, 10 свиней, 7 плодовых деревьев и 42 колодки пчёл. Избы строили деревянные, крыли деревом и железом, топили по-белому.
Деревня входила в приход села Остров, школа находилась в деревне Ворово. Значительной была доля старообрядцев-беспоповцев — 7 домохозяев. В общине имелась мелочная лавка. Местные промыслы были достаточно разнообразны: 8 человек пилили в соседних рощах дрова и резали доски, также было 5 плотников, 6 колесников, слесарь, угольщик, столяр и ткач кульков. Главным женским промыслом было ткачество нанки (25 человек), также была 1 кухарка. На сторону отходили 5 плотников и 1 булочник.
По данным 1905 года основным отхожим промыслом было плотничество, а местным — тканьё нанки. Появилась смешанная школа грамотности. Ближайшее почтовое отделение находилось в Дмитровском Погосте, а земская лечебница — в сельце Колионово.

### 1917—1991
В 1922 году Егорьевский уезд вошёл в состав Московской губернии, деревня попала в Дмитровскую волость. Был образован Воровский сельсовет, куда вошла деревня Тупицыно.
По данным 1926 года в деревне находилась школа 1-й ступени.
В ходе реформы административно-территориального деления СССР в 1929 году деревня вошла в состав Дмитровского района Орехово-Зуевского округа Московской области. В 1930 году округа были упразднены, а Дмитровский район переименован в Коробовский.
С 1954 года деревня входила в Шараповский сельсовет.
3 июня 1959 года Коробовский район был упразднён, Шараповский сельсовет передан Шатурскому району.
С конца 1962 года по начало 1965 года деревня Тупицыно входила в Егорьевский укрупнённый сельский район, созданный в ходе неудавшейся реформы административно-территориального деления, после чего деревня в составе Шараповского сельсовета вновь передана в Шатурский район.

### С 1991 года
В 1994 году Шараповский сельсовет был преобразован в Шараповский сельский округ.
29 сентября 2004 года Шараповский сельский округ был упразднён, а его территория включена в состав Середниковского сельского округа.
В 2005 году образовано Дмитровское сельское поселение, в которое вошла деревня Тупицыно.

## Население
| 1858 | 1859 | 1868 | 1885 | 1905 | 1926 |
| ---- | ---- | ---- | ---- | ---- | ---- |
| 79   | ↗83  | ↘76  | ↗126 | ↗149 | ↗175 |
| 1970 | 1993 | 2002 | 2006 | 2010 | 2011 |
| ↘34  | ↘8   | ↘2   | →2   | →2   | →2   |
| 2013 |      |      |      |      |      |
| ↘1   |      |      |      |      |      |

В переписях за 1858 (X ревизия), 1859 и 1868 годы учитывались только крестьяне. Число дворов и жителей: в 1850 году — 3 двора, в 1858 году — 40 муж., 39 жен., в 1859 году — 10 дворов, 40 муж., 43 жен., в 1868 году — 14 дворов, 37 муж., 39 жен.
В 1885 году был сделан более широкий статистический обзор. В деревне проживало 118 крестьян (18 дворов, 57 муж., 61 жен., 1 домохозяин не имел своего двора), а также одна не приписанная к общине семья (4 муж., 4 жен.). На 1885 год грамотность среди крестьян деревни составляла 12 % (14 человек из 118), также 3 мальчика посещали школу.
В 1905 году в деревне проживало 149 человек (21 двор, 69 муж., 80 жен.).
В 1926 году — 175 человек (27 хозяйств, из них 24 крестьянских, 81 муж., 94 жен.).
По результатам переписи населения 2010 года в деревне проживало 2 человека (1 муж., 1 жен.).

## Галерея
- Дорожный указатель на деревню
- Дорога в деревню
- Въезд в деревню
- Таксофон
- Сотовая вышка